# Domovina (medij)
Domovina je slovenski konzervativni spletni medij in tiskani tednik. Vršilka dolžnosti odgovorne urednice je Erika Ašič. 

## Pregled
Izdajatelj Domovine je podjetje Domovina d.o.o., podružnica medijske krovne družbe Mediainvest d.o.o. Prvotni izdajatelj Domovine je bil Zavod Iskreni.
Novinarji in kolumnisti: Erika Ašič, Tina Sara Bertoncelj, Peter Avsenik, Nenad Glücks, Igor Gošte, Pia Kos, Teo Petrovič Presetnik, Luka Svetina, Jakob Vid Zupančič, Jože Možina.
Gostujoči kolumnisti: Andraž Arko, Selma Bizjak, Urh Grošelj, Milena Miklavčič, Mateja Peršolja, Aljuš Pertinač, Ivan Sivec, Andrej Tomelj, Jan Zobec.
Nekdanji sodelavci: Andreja Barat, Rok Čakš, Urban Šifrar, Martin Nahtigal, Tino Mamič, Peter Merše, Klemen Ban, Peter Kotnik, Miha Pogačar, Simona Košir, Tadeja Zabert, Alen Salihović, Nina Razinger, Nika Zupanc, Tomo Strle.

## Zgodovina
Portal Domovina je sprva izdajal Zavod Iskreni, ki se opisuje kot družinska organizacija in od leta 2004 upravlja spletni portal iskreni.net. Po pobudi bralcev za začetek pokrivanja družbenih in političnih tematik je leta 2014 Zavod Iskreni tako najprej začel izdajati tiskani mesečnik Domovina (ki ga je kasneje opustil in prešel na izključno spletno publikacijo). Ob podpori večjega donatorja je bil nato avgusta 2015 ustanovljen spletni portal domovina.je. Domovina je bila v času tretje vlade Janeza Janše vsebinsko naklonjena vladi.
Maja 2021 je Domovina ponovno začela izhajati v tiskani obliki, kjer bodo zbrane ključne vsebine iz portalov Domovine.je in iskreni.net kot tudi ekskluzivne vsebine. Prvi urednik tiskane izdaje je postal Tino Mamić, bivši odgovorni urednik Primorskih novic in dotedanji urednik brezplačnika Svobodna Vipavska, ki je povezan s stranko NSi. Prva izdaja je izšla v obliki promocijskega brezplačnika z naklado 585.000 izvodov, ki je bil vsem slovenskim gospodinjstvom dostavljen v poštni nabiralnik. Kasnejše številke izhajajo v obliki plačljivega tednika, ki ga prejmejo naročniki. Po besedah direktorja Zavoda Iskreni Igorja Vovka so želeli v prihodnosti tiskano izdajo ponujati tudi na trgovskih policah.
Aprila 2022 je slovenski podjetnik Aleš Štrancar naznanil ustanovitev medijskega podjetja Media polis, v katerega je vložil en milijon evrov kapitala svojega osebnega premoženja, pridobljenega ob prodaji svojega lastniškega deleža podjetja Bia Separations; Štrancar je ob tem napovedal nakup 37 % lastniškega deleža v mediju Domovina od Zavoda Iskreni (odgovorna urednika spletnega portala Domovina in tednika domovina Rok Čakš in Tino Mamić sta ob tem naznanila namen ohranitve po 21 % lastniškega deleža v mediju). Direktor Zavoda Iskreni Igor Vovk je ob tem dejal, da bo svež kapital namenjen razvoju spletne platforme, videovsebin, in tednika, kot tudi novim nakupom medijev, ki so vsebinsko skladni s poslanstvom Media polis; Štrancar je prav tako navedel, da je zakup lastniškega deleža le prvi "projekt" Media polis, ki naj bi mu že v roku enega meseca sledil nov "odkup enega od obstoječih portalov".
Aprila 2022 je novinar Luka Svetina razkril, da zapušča Nova24TV, kjer je več let vodil pogovorno oddajo Tema dneva, saj se pridružuje ekipi Domovine, kjer bo po novem prav tako vodil pogovorno oddajo. Avgusta istega leta je vodstvo RTV Slovenija v izjavi za javnost sporočilo, da Svetina postaja eden od voditeljev oddaje Odmevi; Svetina je ob tem navedel, da bo med vodenjem Odmevov še naprej sodeloval tudi z Domovino.
Junija 2022 je izdajatelj Domovine postalo podjetje Domovina d.o.o. v lasti krovne medijske družbe Mediainvest d.o.o, ki so jo ustanovili Aleš Štrancar, Tino Mamić, Rok Čakš in Igor Vovk. Višina odkupnine, plačane Zavodu Iskreni, je ostala poslovna skrivnost.
Januarja 2024 je na funkciji direktorja Igorja Vovka zamenjal Mitja Štular, s 1. februarjem 2024 pa je medij dobil tudi novega odgovornega urednika. Dotedanjega urednika Roka Čakša je zamenjal Martin Nahtigal.
12. aprila 2024 je Martin Nahtigal odstopil z mesta odgovornega urednika in kot v. d. je funkcijo prevzel direktor Mitja Štular. 2. maja 2024 je odpoved dal izvršni urednik Klemen Ban. 23. maja 2024 je s funkcije odgovornega urednika tednika odstopil še Tino Mamić. 12. julija 2024 je po odpovedi Domovino zapustil tudi voditelj in urednik video vsebin, Peter Merše.
Od 17. junija 2024 do 2. septembra 2024 je odgovorni urednik tako spletnega kot tiskanega medija za kratek čas postal dolgoletni novinar in vojni dopisnik, Valentin Areh. 2. septembra 2024 je direktor Mitja Štular prevzel vodenje uredniške politike, zato so sledili novi odhodi. 13. novembra 2024 je dal odpoved Valentin Areh in odstopil z mesta odgovornega urednika. Na njegovo mesto je direktor Mitja Štular 19. novembra 2024 imenoval Eriko Ašič kot vršilko dolžnosti odgovornega urednika. Oktobra meseca je Domovino zapustila Katja Benčina, nekdanja novinarka TV Slovenija in POP TV ter ene najbolj branih spletni strani Vizita.com. Sledili so še drugi odhodi. Tednik so zapustili Peter Kotnik, Miha Pogačar, Nina Razinger in Nika Zupanc. 4. februarja 2025 je Domovino zapustil tudi dolgoletni tehnični in foto urednik Tomo Strle in kasneje še nekateri grafični oblikovalci.

## Oddaje
| Naslov           | Voditelj                    | Opis                                               | Na sporedu          | Št. oddaj |
| ---------------- | --------------------------- | -------------------------------------------------- | ------------------- | --------- |
| Odmev tedna      | Vida Petrovčič Peter Merše  | tedenski pregled dogajanja s političnimi analitiki | maj 2022–danes      | 147 + 2   |
| Vroča tema       | Luka Svetina Alen Salihović | tedenski pogovor o aktualnih temah                 | maj 2022–danes      | 115       |
| Drzni zmagovalci | Vida Petrovčič              | dvakrat mesečno pogovor z uspešnimi podjetniki     | maj 2024–marec 2025 | 12        |
| Adventna zgodba  | Vida Petrovčič              | pogovor o zgodbah srčnih ljudi, vrednih posnemanja | december 2024       | 4         |

### Odmev tedna
| Sezona | Sezona | Epizode | Začetek sezone    | Konec sezone   |
| ------ | ------ | ------- | ----------------- | -------------- |
|        | 1      | 10      | 13. maj 2022      | 22. julij 2022 |
|        | 2      | 45 + 1  | 2. september 2022 | 14. julij 2023 |
|        | 3      | 46 + 1  | 25. avgust 2023   | 12. julij 2024 |
|        | 4      | 46      | 30. avgust 2024   | 18. julij 2025 |

1. ↑  Zadnji petek decembra 2022 in 2023 na sporedu posebna, daljša edicija oddaje z imenom Odmev leta.

### Vroča tema
| Sezona | Sezona | Epizode | Začetek sezone    | Konec sezone   |
| ------ | ------ | ------- | ----------------- | -------------- |
|        | 1      | 10      | 26. maj 2022      | 19. julij 2022 |
|        | 2      | 28      | 1. september 2022 | 12. julij 2023 |
|        | 3      | 34      | 30. avgust 2023   | 19. julij 2024 |
|        | 4      | 44      | 16. avgust 2024   | 24. julij 2025 |

Št. oddaj do vključno 24. julija 2025.

## Financiranje
Portal Domovina se financira s pomočjo donacij.
Portal Domovina je leta 2020 prejel denar iz oglaševalne kampanje ministrstva za obrambo (MORS) za oglaševanje Slovenske vojske v času, ko je MORS vodil predsednik stranke NSi Matej Tonin. Zaradi oglaševanja v spletnem mediju je prišlo do ugibanj, ali se prek oglaševalne kampanje namenoma financira občila, ki so jim naklonjeni odločevalci. MORS je oglaševalno kampanjo sicer zasnoval v času, ko je ministrstvo vodil Karl Erjavec, izvajalci oglaševalne kampanje (podjetja skupine Pristop), ki odločajo o oglaševalni strategiji, pa so bili izbrani decembra 2019 (v času vlade Marjana Šarca).
Leta 2021 je Domovina za izvajanje projekta "Dialog o vrednotah bližnje prihodnosti" na razpisu kulturnega ministrstva prejela 19.500 € sredstev.